# Ezio Levi
Ezio Levi D'Ancona (Mantova, 19 luglio 1884 – Boston, 28 marzo 1941) è stato un filologo italiano.

## Biografia
Ezio Levi nacque a Mantova da una famiglia ferrarese di ebrei sefarditi. Si laureò in lettere all'Università di Pavia nel 1906, allievo del Collegio Ghisleri. Proseguì quindi all'Istituto di studi superiori di Firenze, dove fu allievo di Pio Rajna e di Alessandro D'Ancona (il cognome di quest'ultimo, nel 1921, aggiungerà al suo, dopo averne sposato una nipote, Flora Aghib, nel 1916).
Iniziò la sua carriera di docente nei licei di Lucera e Napoli, prima di assumere, a seguito di comando, un incarico di insegnamento presso il Magistero di Firenze nell'anno accademico 1918-1919. Dal 1922 fu comandato all'Università degli Studi di Palermo per la cattedra di letterature neolatine. Divenuto, nel frattempo, docente ordinario, dal 1925 si trasferì all'Università di Napoli per lo stesso insegnamento, che muterà il nome in Filologia romanza. La sua carriera a Napoli si interromperà nel 1938, quando fu rimosso dalla cattedra in applicazione delle Leggi razziali fasciste (gli succederà Salvatore Battaglia). Si trasferì per questo negli Stati Uniti per insegnare, dal 1940, al Wellesley College, college femminile di arti liberali del Massachusetts. Morirà a Boston l'anno dopo, nel 1941.
Sua figlia è la storica dell'arte Mirella Levi D'Ancona

## Opere
- Francesco di Vannozzo e la lirica nelle corti lombarde durante la seconda metà del secolo XIV, Firenze, 1908;
- Antonio e Nicolò da Ferrara, poeti e uomini di corte del Trecento, Ferrara, 1909;
- Fiore di leggende: cantari antichi, editi e ordinati da Ezio Levi, serie prima: Cantari leggendari, Bari, 1914;
- I cantari leggendari del popolo italiano nei secoli XIV e XV, Torino, 1914;
- Poesia di popolo e poesia di corte nel Trecento, Livorno 1915;
- Il libro dei cinquanta miracoli della Vergine, edito ed illustrato da E. L., Bologna, 1917;
- Il canzoniere di Maestro Antonio da Ferrara, Firenze, 1918;
- I lais brettoni e la leggenda di Tristano, Perugia, 1918;
- Piccarda e Gentucca. Studi e ricerche dantesche, Bologna, 1921;
- Poeti antichi lombardi, a cura di E. L., Milano, 1921;
- Nella letteratura spagnola contemporanea. Saggi, Firenze, 1922;
- II Principe Don Carlos nella leggenda e nella poesia, Pavia 1914 (seconda edizione: Roma, 1924);
- Uguccione da Lodi e i primordi della poesia italiana, Venezia, 1928;
- I catalani in Italia al tramonto del medio evo, Palma, 1929;
- (con Ettore Gàbrici), Lo Steri di Palermo e le sue pitture, Roma, 1932;
- Motivos hispánicos, prólogo de Ramón Menéndez Pidal, Firenze, 1933;
- Vite romantiche, Napoli, 1934;
- Lope de Vega e l'Italia, prefazione di Luigi Pirandello, Firenze, 1935;
- Cinque studi sull'Ariosto, Napoli, 1938.